# Université de Kyambogo
L'université de Kyambogo (KYU ou Kyambogo University en anglais) est un établissement public d'enseignement supérieur situé à Kampala, la capitale de l'Ouganda.

## Historique
L'université de Kyambogo a été fondée en 2003 à Kyambogo dans la ville de Kampala.

## Composition
L'université  est composée de six facultés et d'une école, : 
- Faculté des arts et des sciences sociales
- Faculté d'éducation
- Faculté d'ingénierie
- Faculté des sciences
- Faculté des besoins spéciaux et de réadaptation
- Faculté d'études professionnelles
- École de gestion et d'entrepreneuriat

## Anciens étudiants
- Veronica Babirye Kadogo, femme politique ougandaise.